# No Title as of 13 February 2024 28,340 Dead
No Title as of 13 February 2024 28,340 Dead (estilizado em caixa alta e com aspas) é o oitavo álbum de estúdio da banda canadense de post-rock Godspeed You! Black Emperor, lançado em 4 de outubro de 2024 pela Constellation Records. Ele segue seu lançamento de 2021, G_d's Pee at State's End!, e marca seu primeiro álbum a ser precedido por um single, já que "Grey Rubble – Green Shoots" foi lançado junto com o anúncio do álbum em 27 de agosto de 2024.

## Antecedentes
O título refere-se ao número relatado de mortes de palestinos por ataques israelenses entre 7 de outubro de 2023 e 13 de fevereiro de 2024 durante o genocídio de Gaza, de acordo com o Ministério da Saúde de Gaza. Em uma declaração do anúncio do álbum, a banda proclamou: "No Title= Que gestos fazem sentido enquanto pequenos corpos caem? Que contexto? Que melodia quebrada? E então uma contagem e uma data para marcar um ponto na linha, o processo negativo, a pilha crescente".
Em fevereiro de 2024, a banda estreou três novas músicas no Knockdown Center, em Nova Iorque.
Em 27 de agosto de 2024, enquanto embarcava em uma turnê norte-americana, a banda anunciou o álbum, lançando o single "Grey Rubble – Green Shoots", que foi projetado e mixado por Jace Lasek e masterizado por Harris Newman, juntamente com datas adicionais da turnê de 2025 na América do Norte e Europa.

## Recepção
| Críticas profissionais | Críticas profissionais |
| Pontuações agregadas   | Pontuações agregadas   |
| Fonte                  | Avaliação              |
| ---------------------- | ---------------------- |
| Metacritic             | 77/100                 |
| Avaliações da crítica  |                        |
| Fonte                  | Avaliação              |
| AllMusic               | [ 1 ]                  |
| Beats Per Minute       | 86%                    |
| Distorted Sound        | 9/10                   |
| Far Out                | [ 11 ]                 |
| Pitchfork              | 7.8/10                 |
| Slant Magazine         | [ 13 ]                 |
| The Guardian           | [ 14 ]                 |
| The Skinny             | [ 15 ]                 |

De acordo com o agregador de resenhas Metacritic, o álbum tem uma pontuação média ponderada de 79 de 100 de 9 pontuações de críticos, indicando resenhas "geralmente favoráveis".
A Far Out nomeou o álbum como seu álbum da semana, chamando-o de "uma obra-prima politicamente carregada". A Slant Magazine deu ao álbum 3 de 5 estrelas e disse que "a aderência do Godspeed à fórmula enfraquece o impacto visceral que, por décadas, tem sido fundamental para seu apelo". O The Guardian chamou o lançamento de "poderosamente brilhante" e disse que a banda "criou uma trilha sonora urgente para um mundo incerto e perigoso". O BrooklynVegan disse que o álbum "tem a urgência crua de um álbum que surgiu rápida e intuitivamente, tanto como resposta quanto como trilha sonora de uma tragédia em massa em andamento, e é tão avassalador quanto qualquer um dos melhores discos do Godspeed". O The Skinny descreveu o álbum como "a personificação da música como arte", observando sua instrumentação distorcida e barulhenta. A resenha destacou o afastamento da banda da influência corporativa, das estruturas tradicionais das músicas e da duração das faixas orientadas por algoritmos, permitindo que o Godspeed You! Black Emperor transmitisse uma mensagem sem concessões.

## Faixas
| N.º            | Título                             | Duração |  |
| 1.             | "Sun Is a Hole Sun Is Vapors"      | 5:32    |  |
| 2.             | "Babys in a Thundercloud"          | 13:37   |  |
| 3.             | "Raindrops Cast in Lead"           | 13:18   |  |
| 4.             | "Broken Spires at Dead Kapital"    | 3:35    |  |
| 5.             | "Pale Spectator Takes Photographs" | 11:18   |  |
| 6.             | "Grey Rubble – Green Shoots"       | 6:53    |  |
| Duração total: | Duração total:                     | 54:09   |  |

Faixa bônus exclusiva da edição em vinil
| N.º            | Título                                          | Duração |  |
| 7.             | "Untitled" (Reprise ambiental de "Grey Rubble") | 13:05   |  |
| Duração total: | Duração total:                                  | 67:14   |  |

Notas
- Todas as faixas estilizadas em caixa alta

## Pessoal
Adaptado das notas do encarte no Constellation Records.
- Thierry Amar – baixo elétrico, baixo vertical
- David Bryant – guitarra elétrica, loops de fita
- Timothy Herzog – bateria, glockenspiel
- Aidan Girt – bateria
- Efrim Menuck – guitarra elétrica, loops de fita
- Mike Moya – guitarra elétrica
- Mauro Pezzente – baixo elétrico
- Sophie Trudeau – violino
- Karl Lemieux – quadros de 16 mm
- Philippe Leonard – quadros de 16 mm
- Michele Fiedler Fuentes – voz em "Raindrops Cast in Lead"

## Tabelas
| Tabelas (2024)                        | Melhor posição |
| ------------------------------------- | -------------- |
| Bélgica (Ultratop Flandres)           | 79             |
| Alemanha (Offizielle Deutsche Charts) | 81             |
| Reino Unido (Official Albums Chart)   | 97             |